# Alan Mollohan

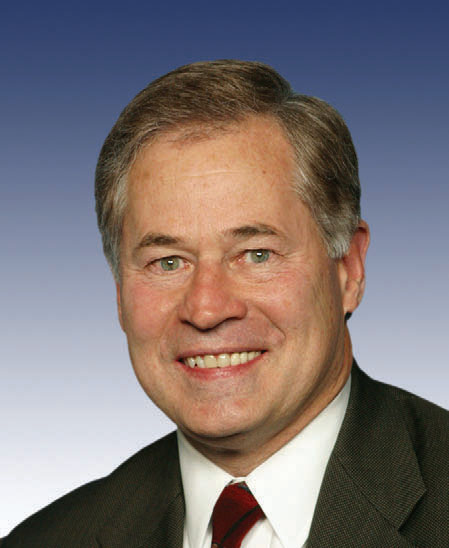
Alan Mollohan

Alan Bowlby Mollohan, född 14 maj 1943 i Fairmont, West Virginia, är en amerikansk demokratisk politiker. Han representerade West Virginias första distrikt i USA:s representanthus från 1983 till 2011.
Mollohan avlade 1966 sin grundexamen vid The College of William & Mary. Han avlade sedan 1970 doktorsexamen i juridik (LL.D.) vid West Virginia University.
Fadern Bob Mollohan representerade West Virginias första distrikt i representanthuset 1953-1957 och 1969-1983. Han bestämde sig för att inte kandidera till omval i kongressvalet 1982. Han meddelade i stället att han stöder sin son Alan till representanthuset. Alan Mollohan vann knappt och efterträdde sin far som kongressledamot 3 januari 1983.